# Zlatopramen

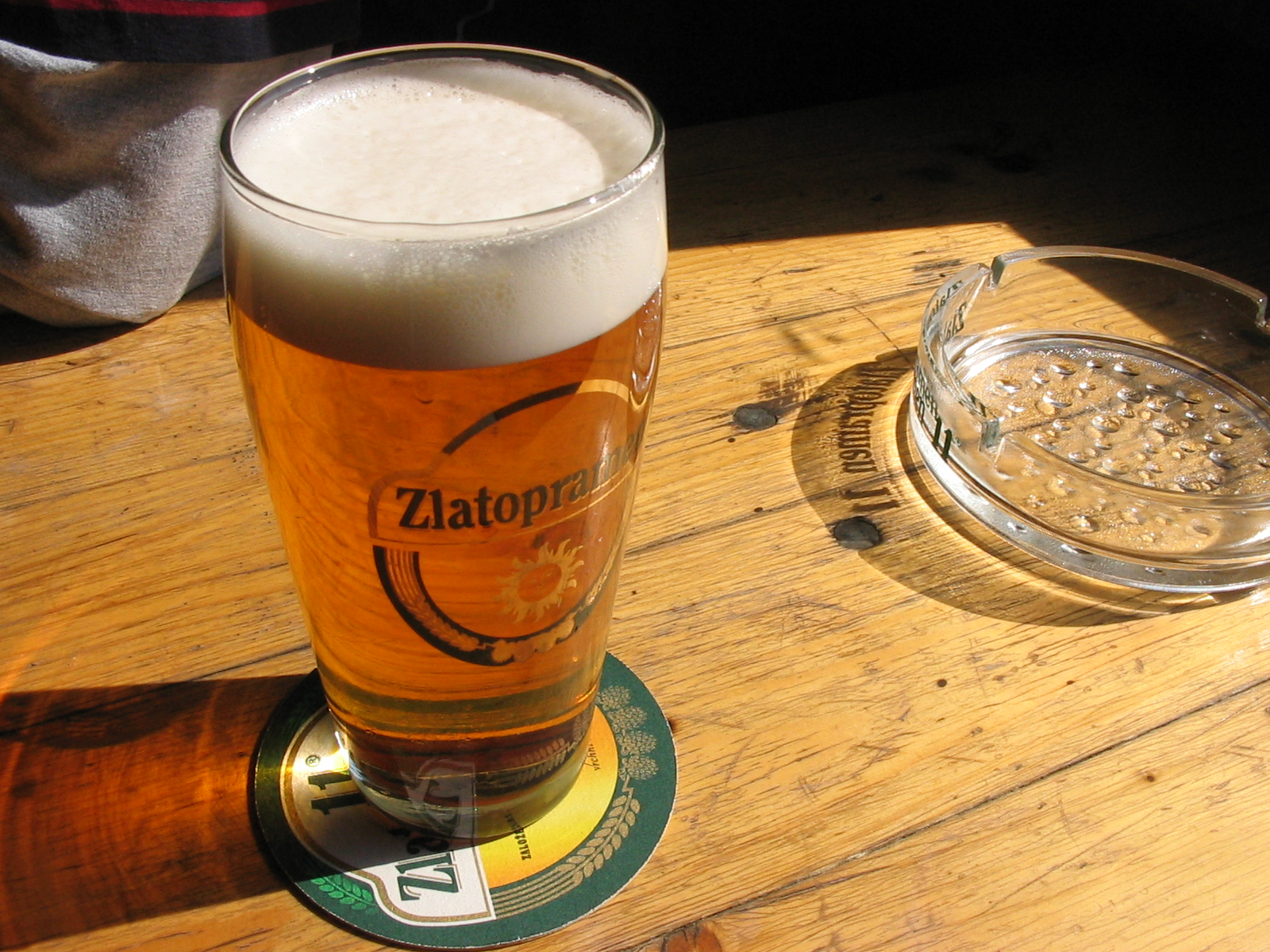
točený Zlatopramen

Zlatopramen je značka piva, která byla vyráběna společností Drinks Union, později společností Heineken v pivovaru Krásné Březno. V roce 2011 byl pivovar Krásné Březno uzavřen a Zlatopramen je nadále vařen jinými pivovary skupiny Heineken.
Ruský pivovar Efes bude díky zakoupené licenci vyrábět a prodávat pivo Zlatopramen také v Rusku.
Společně s pivovarem Starobrno je Zlatopramen od roku 2009 průkopníkem v užívání velkých plastových pivních lahví.

## Druhy piva značky Zlatopramen
- Zlatopramen Výčepní světlé - výčepní světlé pivo (3,8 % obj.)
- Zlatopramen 11 - světlý ležák (4,9 % obj.)

## Radlery značky Zlatopramen
- Zlatopramen Radler brusinka a rybíz (0 % obj.)
- Zlatopramen Radler pomeranč a zázvor (1,9 % obj.)
- Zlatopramen Radler grapefruit (1,9 % obj.)
- Zlatopramen Radler tmavý citron (0 % obj.)
- Zlatopramen Radler citron, bezový květ a máta (0 % obj.)
- Zlatopramen Radler tmavá višeň (0 % obj.)
- Zlatopramen Radler grapefruit a rozmarýn (0 % obj.)
- Zlatopramen Radler mandarinka a jasmín (0 % obj.)

## Původ značky
Původní značka piva byla Aussiger Bier, ale po znárodnění pivovarů po 2. světové válce a vytvoření národního a později koncernového podniku Severočeské pivovary se od roku 1967 používá značka Zlatopramen. Původ tohoto názvu pochází z označení výběrového mosteckého ležáku Goldquell, který byl vyhlášeným výrobkem měšťanského pivovaru v Mostě, který se tak jako pivovar v Ústí nad Labem stal součástí národního podniku Severočeské pivovary.